# 宁棋高速公路
宁强至棋盘关高速公路，简称宁棋高速，是中国国家高速公路网京昆高速公路（G5）在陕西境内的重要组成路段，也是陕西省“2367”高速公路网六条辐射线之一“西汉线”的组成部分，起于汉中市宁强县黄家院，终点位于陕川交界棋盘关附近的罗家坝，全长17.978公里，设计车速为80公里/小时。项目建设和招标单位是陕西省高速公路建设集团公司，建设资金由中华人民共和国交通部补助、陕西省人民政府投资和企业自筹，概算投资额13.901亿元人民币，于2006年11月开工建设，2008年12月12日建成通车，决算投资额15.862亿元人民币。2011年8月19日通过省陕西省交通运输厅组织的竣工验收。
全线设特长隧道5410米/1座（双洞），短隧道1250米/6座（双洞），大桥5094米/17座（双幅），中桥196米/3座（双幅），互通式立交1处。按四车道高速公路标准建设，设计行车速度80公里/小时，路基宽度24.5米，沥青混凝土路面，桥涵汽车荷载公路－Ⅰ级，设计洪水频率：特大桥1/300，大中小桥、涵洞及小型排水构造物1/100，桥涵与路基同宽，交通工程及沿线设施等级A级，其余指标符合《公路工程技术标准》（JTG B01-2003）的规定与要求。

## 宁强连接线
全长2754米，是将宁棋高速公路与勉宁高速公路相连的重要通道，于2009年5月13日建成通车。

## 棋盘关隧道
左线长5335米，右线长5347米，经陕西省发改委批准作为宁棋高速试验段先期开工。

## 沿线设施列表
| 地区                                                                                         | 里程 | 类型              | 名称           | 连接                     | 说明                 |
| -------------------------------------------------------------------------------------------- | ---- | ----------------- | -------------- | ------------------------ | -------------------- |
| 汉中市 宁强县                                                                                |      | 地界              | 党家梁         | 勉宁高速                 |                      |
| 汉中市 宁强县                                                                                | 1444 | 出入口            | 宁强           | 汉源大道、玉带路、兴宁路 |                      |
| 汉中市 宁强县                                                                                |      | 隧道              | 二道河隧道     | 二道河隧道               |                      |
| 汉中市 宁强县                                                                                |      | 隧道              | 回水河一号隧道 | 回水河一号隧道           |                      |
| 汉中市 宁强县                                                                                |      | 隧道              | 界牌沟隧道     | 界牌沟隧道               |                      |
| 汉中市 宁强县                                                                                |      | 隧道              | 汉水源隧道     | 汉水源隧道               |                      |
| 汉中市 宁强县                                                                                |      | 停车场 · 飲料小吃 | 汉水源         | 汉水源                   |                      |
| 汉中市 宁强县                                                                                |      | 隧道              | 回水河二号隧道 | 回水河二号隧道           |                      |
| 汉中市 宁强县                                                                                | 1455 | 隧道              | 棋盘关隧道     | 棋盘关隧道               |                      |
| 汉中市 宁强县                                                                                | 1460 | 出入口            | 黄坝驿         | 108国道                  |                      |
| 汉中市 宁强县                                                                                | 1463 | 主线收费站        | 宁强           | 宁强                     | 主线收费站（已撤销） |
| 陕川界                                                                                       |      | 地界              | 罗家坝         | 广陕高速                 |                      |
| 1.000 英里 = 1.609 千米；1.000 千米 = 0.621 英里 并行路段 • 已关闭／取消 • 限制进入 • 未开放 |      |                   |                |                          |                      |